# Muglhof
Muglhof ist ein Ortsteil der kreisfreien Stadt Weiden in der Oberpfalz in Bayern. Ab 1818 war es eine eigenständige Gemeinde zu der die Orte Muglhof, Matzlesrieth, Mitterhöll, Oedenthal, Trauschendorf und Unterhöll gehörten. Am 1. Juli 1972 wurde Muglhof nach Weiden eingemeindet und hat heute etwas unter 100 Einwohner. Neben dem Ort Muglhof gibt es eine Gemarkung Muglhof.

## Geografie

### Geografische Lage
Die Gemarkung Muglhof und der Ort liegt im östlichen Stadtgebiet von Weiden. Sie sind Teil des Stadtteils Weiden-Land, welches etwa die ehemalige Gemeinde Muglhof darstellt.
Die sehr nah an Muglhof gelegenen Dörfer waren alle Teil der Gemeinde Muglhof. Im Norden sind dies Unterhöll und Mitterhöll, im Osten ist es Matzlesrieth und im Süden Oedenthal und Trauschendorf. Der Ort Bechtsrieth im Westen liegt nicht mehr im Stadtgebiet Weidens, sondern stellt eine eigene Gemeinde da. 
Der Stadtteil grenzt bis auf den Norden von allen Seiten an den Landkreis Neustadt an der Waldnaab. Die nahegelegenen Gemeinden sind Theisseil, Vohenstrauß, Irchenrieth und Bechtsrieth.

### Topographie
Muglhof liegt auf einer Hochfläche südöstlich des Hölltals. Die höchsten Punkte dieser Hochfläche sind der 631 m ü. NN hohe Heiligdreifaltigkeitsberg und der 635 m ü. NN hohe Hochbehälter. Beide befinden sich zwischen Muglhof und dem nahegelegene Ort Matzlesrieth, der nur 500 Meter von entfernt ist. Genau zwischen diesen beiden höchsten Punkten ist eine Senke die nach Westen ins Gleisbachtal verläuft. Sie fällt bis etwa 600 m ü. NN leicht ab und ist danach aber deutlich steiler. Genacu an diesem Punkt liegt Muglhof. Der Dorfkern liegt in der Senke auf 590 m ü. NN. Der westliche Rand des Dorfes liegt weiter oberhalb in der Senke und erreicht maximal 607 m ü. NN Höhe. Im Südwesten liegt innerhalb der Senke das tiefste Haus mit 576 m ü. NN Höhe. Da der Ort ungefähr in U-Form um die Senke herum entstand, sind dennoch viele Häuser etwa auf der gleichen Höhe. 

### Klima
Muglhof liegt in der warmgemäßigten Klimazone (effektive Klimaklassifikation nach Köppen und Geiger: Cfb). Das ganze Jahr über gibt es deutliche Niederschläge, selbst der trockenste Monat weist noch hohe Niederschlagsmengen auf. Die Jahresdurchschnittstemperatur in Massenricht liegt bei 8,7 °C. Jährlich fallen durchschnittlich etwa 883 mm Niederschlag.

### Ortsaufbau
Das Dorf wird komplett von der Kreisstraße 29 durchzugen. Diese kommt von Westen und dreht an einer Kurve nach Süden. An dieser Kurve ist eine Kreuzung, an welcher unter anderem die nach Osten führende Straße nach Matzlesrieth abzweigt. Außerdem läuft von dieser ein Weg nach Norden zum Hölltal über den Spielplatz und einer nach Süden zum im Tal gelegenen Dorfweiher. Derselbe verläuft anschließend wieder bergauf zum Feuerwehrhaus, wo neben der Kreisstraße ein parallel verlaufender Weg ist. Außerdem gibt es noch einige Häuser an der Talseite unterhalb der Straße nach Oedenthal.

### Naturräumliche Zuordnung
Muglhof liegt im Naturpark Nördlicher Oberpfälzer Wald und somit im Oberpfälzer Wald. Der Ort ist auf einem Höhenzug des vorderen Oberpfälzer Waldes, die als Abgrenzung zum Weidener Becken dient.

## Geschichte

### Entstehung
In einer Urkunde aus dem Jahr 1043 ist dokumentiert, dass Heinrich III. vier Königshufen in Trauschendorf, Matzlesrieth und Mogenriut  an einen Berenger verschenkte. Der Ort Mogenriut lag nahe des heutigen Ortskerns. Er ist im Spätmittelalter verfallen. Von ihm sind heute keine Spuren mehr erkennbar. 
Die Echtheit dieser Urkunde wird allerdings von verschiedenen Historikern bezweifelt.
Dieser Berenger (auch Beringer, Beringerio, Beringar) war Vasall der Königinmutter Gisela und Stammvater der Grafen von Sulzbach.
Das Gebiet zwischen Luhe und Gleitsbach war ein ehemaliges Königsgut.

### Gemeinde Muglhof
Seit 1628 gehört zu Bayern. Von 1818 bis 1830 bestand die Gemeinde Muglhof aus Muglhof, Ober-, Mitter- und Unterhöll.
1830 wurde die Gemeinde Trauschendorf mit Oedenthal nach Muglhof eingemeindet.
1838 wurde die Gemeinde Matzlesrieth nach Muglhof eingemeindet.

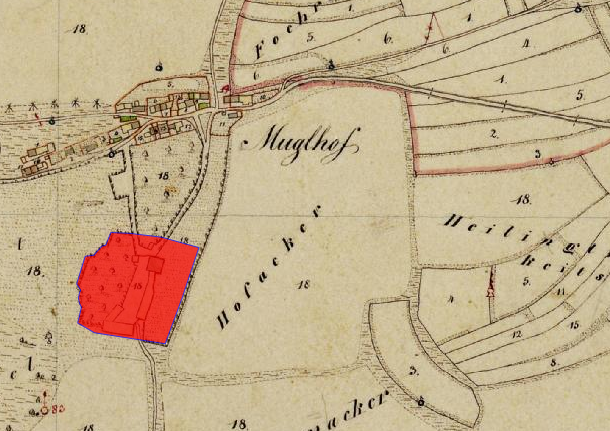
Standort des damaligen Schlosses Muglhof

Muglhof war die Landsasserei des abgegangenen Schlosses Muglhof. Die politische Gemeinde Muglhof mit den Gemeindeteilen Muglhof, Matzlesrieth, Mitterhöll, Oedenthal, Trauschendorf und Unterhöll wurde 1818 durch das Gemeindeedikt in Bayern errichtet.
Am 1. Juli 1972 wurde Muglhof nach Weiden eingemeindet.

### Einwohnerentwicklung in Muglhof von 1838 bis 2011
| Jahr | Einwohner | Gebäude |
| ---- | --------- | ------- |
| 1838 | 128       | 17      |
| 1861 | 163       | k. A.   |
| 1871 | 144       | 58      |
| 1885 | 163       | 21      |
| 1900 | 127       | 20      |
| 1913 | 107       | 21      |

| Jahr | Einwohner | Gebäude |
| ---- | --------- | ------- |
| 1925 | 125       | 22      |
| 1950 | 93        | 18      |
| 1961 | 80        | 21      |
| 1970 | 84        | k. A.   |
| 1987 | 99        | 29      |
| 2011 | 95        | k. A.   |